# Grafschaft Nizza
Die Grafschaft Nizza (französisch Comté de Nice, italienisch Contea di Nizza), die die Stadt Nizza und ihr Umland umfasste, war ursprünglich ein Teil der Provence. Seit 1388 gehörte sie – mit Unterbrechung von 1793 bis 1814 – zum Herrschaftsgebiet des Hauses Savoyen, 1860 fiel sie an Frankreich. Sie bildet den Hauptteil des Département Alpes-Maritimes (Seealpen) in der Region Provence-Alpes-Côte d’Azur.

## Geschichte
1380 adoptierte die kinderlose Königin Johanna I. von Neapel (um 1326–1382), die auch Gräfin der Provence war, Ludwig I. von Anjou (1336–1384), den Bruder des französischen Königs Karl V., und setzte ihn als ihren Nachfolger fest. Dabei überging sie Karl von Durazzo (1345–1386), den sie zuvor bereits in gleicher Absicht an Kindes statt angenommen hatte.
Den Thronfolgekrieg, der sich folgerichtig entwickelte, nutzte Graf Amadeus VII. von Savoyen aus, den lange angestrebten Zugang zum Meer für seinen Besitz zu verwirklichen. Er nahm Verhandlungen mit Jean Grimaldi auf, dem Statthalter von Nizza und der östlichen Provence, mit dem Ergebnis der Dédition de Nice à la Savoie (1388), mit der die Stadt und ihre Umgebung (Puget-Théniers, die Täler der Tinée und Vésubie) als Terres Neuves de Provence an Savoyen angegliedert und verwaltungstechnisch mit dem Tal des Ubaye zusammengelegt wurden.

Grafschaft Nizza, 1860

Savoyen, das 1416 zum Herzogtum erhoben wurde, war zu dieser Zeit ein mächtiger Staat mit einer starken Armee, wohlhabend und gut organisiert, ganz im Gegensatz zur restlichen Provence. Mit der Zustimmung der Bevölkerung rückte savoyardisches Militär ein und Nizza wurde die Residenz eines militärischen und zivilen savoyardischen Gouverneurs.
Die französischen Barone – mit Ausnahme der Grimaldi von Beuil und der Laskaris von Tende – emigrierten und siedelten sich am rechten Ufer des Grenzflusses Var (lediglich die Gemeinde Gattières am westlichen Ufer des Var gehörte zur Grafschaft) an, woraufhin Amadeus VII. sich einen neuen Adel für die terres neuves schuf.
Monaco ließ sich 1489 vom französischen König und dem Herzog von Savoyen seine Unabhängigkeit bestätigen. Die terres neuves de Provence erhielten 1526 den Namen comté de Nice (Grafschaft Nizza), eine reine Verwaltungsbezeichnung und folglich kein feudaler Titel.
1543 wurde Nizza, als Folge des Bündnisses zwischen Franz I. von Frankreich und dem türkischen Sultan Suleiman der Prächtige gegen Kaiser Karl V., von französischen Truppen des Herzogs von Enghien und der türkischen Flotte des Korsaren Khair ad-Din Barbarossa belagert. Obwohl die Stadt nach zwanzig Tagen erobert wurde, zog die Flotte wegen des Widerstands der letzten Verteidiger der Burg jedoch wieder ab (→ Belagerung von Nizza (1543)).
Herzog Karl Emanuel I. von Savoyen machte aus Nizza 1614 einen Freihafen und richtete einen Senat ein. Der Aufstand des Grafen von Beuil wurde 1621 niedergeschlagen – die Grafschaft Nizza lebte in Stabilität, ganz im Gegensatz zur restlichen Provence, wo derartige Revolten üblich waren. Die militärischen Auseinandersetzungen um das Jahr 1700 zwischen Frankreich und Savoyen berührten auch Nizza, das 1691–1697 im Pfälzischen Erbfolgekrieg und 1707–1713 im Spanischen Erbfolgekrieg von Frankreich besetzt war. Im Jahre 1720 ging das Herzogtum Savoyen im Königreich Sardinien auf, womit die Grafschaft Nizza Teil von Sardinien-Piemont wurde.
1760, im Vertrag von Turin, wurden die Grenzen zwischen Nizza und der restlichen Provence neu festgelegt. Gattières und das rechte Ufer des Estéron kamen zu Frankreich, Guillaumes und La Penne zu Savoyen.
Zu Beginn der Französischen Revolution 1789 war Nizza ein royalistisches Zentrum. Am 29. September 1792 und am 31. Januar 1793 marschiert die Armee der jungen Republik in Nizza ein, der Konvent ordnet den Anschluss der Grafschaft an die Republik und die Schaffung des Départements Alpes-Maritimes an. Die „Barbets“, die regionalen Royalisten, kämpften im Bergland gegen die französische Besetzung.
Die Grafschaft wurde am 23. April 1814 unter der Herrschaft des Königs von Sardinien neu errichtet. Um den Einfluss Genuas, das 1815 von Sardinien-Piemont annektiert wurde, zu kompensieren, wurde die Region Nizza geschaffen, die aus der Provinz Nizza, der Provinz San Remo und der Provinz Oneglia bestand, eine Verwaltungsreform, die die Markgrafschaft Dolceacqua auflöste, die genauso alt war wie die Grafschaft Nizza. Das Fürstentum Monaco, das 1814 unter französischem Schutz ebenfalls wieder erstand, unterstellte sich 1815 dem Schutz Sardiniens. Menton und Roquebrune erhoben sich 1848 gegen den Rest des Fürstentums und wurden freie Städte unter der Verwaltung des Hauses Savoyen.
1859 schlossen Frankreich und Sardinien eine Allianz mit dem Ziel, Österreich aus Oberitalien zu verdrängen. Dafür sollte Frankreich (unter anderem) mit der Grafschaft Nizza belohnt werden. Im selben Jahr unterzeichnete Napoléon III. den Frieden von Villafranca di Verona, der den Italienfeldzug wieder beendete. Daher blieb Venetien österreichisch, während Großbritannien sich der Integration Savoyens und Nizzas in Frankreich widersetzte.
1860 unterzeichneten Napoleon und Viktor Emanuel II. daher den Vertrag von Turin, der den Anschluss Nizzas (und Savoyens) an Frankreich nach Zustimmung seiner Bewohner vorsah (aber auch das Verbleiben von Tende, La Brigue und Mollières (heute von Valdeblore eingemeindet) bei Italien, weil hier das bevorzugte Jagdrevier des Königs lag – diese drei Gemeinden kamen erst als Ergebnis des Zweiten Weltkriegs zu Frankreich). Bei dem Plebiszit, das auch in Menton und Roquebrune abgehalten wurde, stimmten 25.743 Wahlberechtigte für und 260 gegen den Anschluss an Frankreich. So ging auch nach fast sieben Jahrhunderten das „Schisma“ der Provence zu Ende. 
Am 14. Juni 1860 marschierten die französischen Truppen in Nizza ein. Die bisherige Grafschaft Nizza, bestehend aus den Arrondissements Nizza und Puget-Théniers, wurde um das Arrondissement Grasse erweitert und (erneut) zum Département Alpes-Maritimes gemacht. Das Fürstentum Monaco stand nun nicht mehr unter dem Schutz Sardiniens, sondern wieder unter dem Frankreichs.
Der Adel der Grafschaft orientierte sich aufgrund der jahrhundertealten Verbindungen weiterhin Richtung Italien, so dass zum Beispiel die Familie Thaon de Revel noch unter Benito Mussolini zwei Minister stellen konnte.
Das Arrondissement Puget-Théniers wurde 1926 aus Kostengründen mit dem Arrondissement Nizza zusammengelegt. Die Ratsversammlung des neuen Arrondissements nannte sich fortan Parlement du comté de Nice, eine Bezeichnung, die erst mit der Befreiung zum Ende des Zweiten Weltkriegs aufgegeben wurde.
Auf kirchlicher Seite wurde der Bischof von Nizza, der dem Erzbischof von Genua unterstand, nach 1860 dem Erzbischof von Aix untergeordnet. 1886 wurde das Arrondissement Grasse (mit Ausnahme der Insel Saint-Honorat) aus dem Bistum Fréjus herausgelöst und dem Bistum Nizza zugeschlagen, ebenso wie Garavan (heute von Menton eingemeindet), das bislang zum Bistum Ventimiglia gehörte. Der Bischof von Nizza verlor andererseits die Jurisdiktion über Monaco, das 1868 einen Abt und 1887 einen eigenen Bischof bekam, der zudem keinem Erzbischof, sondern direkt dem Papst untersteht.
|  |  |  |  |

## Sprache
Die amtliche Sprache der aufgegangenen Grafschaft ist heute Französisch. Bedingt durch die Geschichte der Grafschaft Nizza, die zwischen 1388 und 1860 von der Provence verwaltungsmäßig abgetrennt war, wird noch in Nizza und Umgebung Nissart gesprochen, ein Dialekt des Provenzalischen, das zum Okzitanischen gehört. In den nördlichen alpinen Teilen der Grafschaft wird Alpinprovenzalisch (Gavot) gesprochen, während im Osten (Roya-Tal) der Royasque, der eine dialektale Brücke zwischen der okzitanischen und den ligurischen Sprachen bildet, noch zu hören ist.